# 絶対に笑ってはいけないスパイ24時
『絶対に笑ってはいけないスパイ24時』（ぜったいにわらってはいけないスパイにじゅうよじ）は、2010年12月31日（金）18:30（午後6時30分） - 2011年1月1日（土）0:30（午前0時30分、JST）にかけて日本テレビのバラエティー番組『ダウンタウンのガキの使いやあらへんで!! 大晦日年越しSP』として放送された企画である。シリーズ史上初の全篇ハイビジョン制作。オープニングはRhapsody of Fireの「The Wizard's Last Rhymes」の曲が使用された。
テレビ大分を除くNNN29局同時ネット。テレビ大分は2009年年越し特番である『絶対に笑ってはいけないホテルマン24時』に続いて遅れネットになり、2011年1月2日（日）0:50 - 6:50に放送された。テレビ宮崎（UMK）では『絶対に笑ってはいけない警察24時』以来4年ぶりに同時ネットで放送された。沖縄県でレギュラー放送を行っている琉球放送（RBCテレビ、TBS系列）での本企画の放送は、2011年3月19日（土）の13:24 - 16:30に「前編」を、3月20日（日）の13:00 - 15:54に「後編」を放送した。
昨年のデータ放送と連動した投稿企画「ガキ使メッセンジャー」に続けて、今回は特設Twitter「gakitsukatter」からの投稿も受け付けていた。
また、この番組ではカラオケの鉄人のCMが流れた。
2011年1月9日と1月16日に未公開シーン、同年2月13日に番外編が放送された。

## 概要
| スパイ24時のメンバー （セリフテロップの色） | 第一印象             | コードネーム | パスワード | パスワードの読み方         | お仕置きを受けた回数                        |
| ------------------------------------------- | -------------------- | ------------ | ---------- | -------------------------- | ------------------------------------------- |
| 松本（赤■）                                 | 敏腕おっさんスパイ   | 子煩悩       | 883        | パパさん                   | 186回（キス1回）                            |
| 浜田（青■）                                 | 優秀クチビル スパイ  | ブサイク     | 723        | なつみ（浜田の嫁の名前）   | 158回（ビンタ、セクシールージュ1回）        |
| 山崎（緑■）                                 | 能ナシ ヘタレ スパイ | 巻きグソ太郎 | 361        | さむい                     | 125回（腹パンチ、タイキック1回、ビンタ2回） |
| 遠藤（橙■）                                 | 男前バツイチ スパイ  | ド変態       | 168        | いろは（遠藤の子供の名前） | 123回（ビンタ、電流1回）                    |
| 田中（紫■）                                 | 頭脳派フケツ スパイ  | 直樹         | 931        | くさい                     | 116回（タイキック2回）                      |
| 藤原（黒■）                                 | 美人スパイ           | -            | -          | -                          |                                             |

- 数字は罰を受けた回数、このうち一番多い人物を赤字、少ない人物を青字で示す。
- 「笑ってはいけないシリーズ」の通算8作目で、オンエアが歴代シリーズ最長タイとなる6時間（未公開を含むと7時間）、『絶対に笑ってはいけない病院24時』からガキの使いメンバー5人で罰ゲームを実施。
- この回よりVTR内映像もハイビジョン撮影となりテロップ位置が16:9画面に準じた装飾に変更され、全編ハイビジョン制作となった。地上アナログ放送ではレターボックス放送となり、アナログ放送では最後の笑ってはいけない放送回となる。
- 2011年12月7日にDVD17弾として発売された。前作と同じく、本編ディスク4枚・特典ディスク1枚入りの初回限定版と、本編ディスクを2枚ずつ上巻・下巻に分けた通常版が発売されている。なお、日テレ屋のウェブサイトでの初回限定版の先着購入者には、「DVD発売記念 金太郎の年賀状」が付属した。

### 舞台
「ガースー黒光り諜報局」（ガースーくろびかりちょうほうきょく）、通称GIA（Gaasuukurobikari Intelligence Agency）として、茨城県久慈郡大子町にある、東京理科大学大子研修センター（旧茨城県立大子第二高等学校跡地）でロケが行われた。

### ルール
笑った場合、迷彩模様の服と黒い目出し帽（縁取りは赤）を着用した「ブラックアーミー軍団」(本作以降の罰隊も彼らで固定となった、但し『熱血教師』の社会科見学は除く。)によって、黒い棒でのケツバットを受ける。判定方法は監視役において笑ったと判断された場合、不正解のBGMが流れ、藤原寛の声で「○○ OUT」（全員の場合は「全員 OUT」）と放送されて罰が執行される。藤原の声は2004年の『温泉宿in湯河原』以降同じ声が使用されていたが、今回についてはバス車内のみ従来通りで、GIA到着後からは新音声に変更された。アウト時の効果音は変更されず従来のものが引き続き使用された。
アウトのテロップは大きめの赤で白い縁取りをした斜体文字で用いられた。（前作『ホテルマン』と同じ。）
例外として、田中が2回、山崎が1回のタイキック、1回だけ千原せいじが「せいじ ガサツやから OUT」コールによってケツバットを受けた。

### 視聴率
平均視聴率は第1部（18:30 - 21:00）が15.3％、第2部（21:00 - 翌0:30）が14.3％だった。前回を下回ったものの、紅白の裏番組としては唯一の視聴率二桁で、民放ではトップとなった。瞬間最高視聴率は第1部では19時25分に記録した20.8%であり、第2部では22時に18.2%を記録している（ビデオリサーチ調べ、関東地区・世帯・リアルタイム）。

### スケジュール
- 9:00 - 勤務開始→バスに乗車（一部未公開）→GIAに到着→銅像説明→玄関でセキュリティチェック→受付嬢に挨拶→長官に挨拶
- 10:50 - 新人研修室へ、スパイ手帳配布・なりすまし訓練（未公開）
- 11:30 - 引き出しネタ、DVD①「GIA球団の乱闘」
- 12:30 - 恒例スパイ集会に参加（一部未公開）、昼食（お仕置き回転寿司）（未公開）
- 14:00 - 変装のプロが訪問①、DVD②「君の瞳に両想い」
- 16:00 - 捕まってはいけないスパイ
- 17:30 - 変装のプロが訪問②
- 18:00 - ジミー大西VTR①「スパイ総司令部のカリスマ受付嬢」
- 19:00 - イメージアップイベントを見学
- 19:30 - ジミー大西VTR②「世界の脅威から日本を守る」、牢獄棟で危険人物との接見（一部未公開）
- 20:30 - 夕食（番犬ガオガオ）
- 21:30 - 特殊部隊のエリートチームを見学
- 22:30 - 変装のプロが訪問③、松本・遠藤が入浴
- 23:30 - 千原せいじが訪問(一部未公開)
- 0:00 - 村上ショージ・中川家礼二が訪問(一部未公開)
- 1:00 - アイドルユニットのイベントを見学
- 2:00 - 驚いてはいけないスパイ
- 3:00 - 浜田フィギュア（未公開）
- 3:30 - 勤務終了

## 出演者

### 本編
レギュラーメンバー
- ダウンタウン（松本人志・浜田雅功）
- 山崎邦正
- ココリコ（遠藤章造・田中直樹）

引率
- 藤原寛 - 引率の美人女性スパイ

バス車内
- 米良美一 - 金太郎
- 末吉くん - サラリーマン姿のカッパ
- 佐藤蛾次郎 - ドカベンの殿馬一人
- 田中要次 - ドカベンの岩鬼正美
- マツコ・デラックス - ドカベンの山田太郎
- ドカベンの里中智
- 後藤輝基（フットボールアワー） - ものまねタレント事務所のマネージャー
- 山口宇史（EE男） - エディ・マーフィのものまねを披露するタレント
- 高田紗千子（梅小鉢） - 安めぐみのものまねを披露するタレント
- 梅宮辰夫 - 形態模写を披露するタレント・かじきまぐろクン
- 塚地武雅（ドランクドラゴン） - ストリッパー
- よしお - 塚地の弟

GIA本部
- かたせ梨乃 - 受付嬢
- 仁支川峰子 - かたせと対立する受付嬢
- 岡田圭右（ますだおかだ） - GIAのスパイ（コードネーム「ハッピーボーイ」）
- 中村雅俊 - GIA長官
- 轟二郎 - 遠藤のIDカードに貼ってあった写真
- いつもここから（山田一成・菊地秀規） - 長官の宴会芸の相方
- 渋木美沙 - 遠藤の引き出しの中のパネルに写った某ファミレスアルバイト店員
- GIA・オランダ支部のオランダ人長官（支部長）
- 酒井敏也 - GIA諜報部員
- 黒田アーサー - イケメンすぎるスパイ
- コロッケ - 多重人格の囚人
- 新おにぃ（前島コーイチ） - 他人に乗り移る囚人
- 村上ショージ - プロレス団体に潜伏している65歳のスパイ
- 礼二（中川家） - ショージの潜伏先のプロレス団体の会長
- 板尾創路（130R） - 変装のプロフェッショナル
- キダ・タロー - トイレから出てきた男
- 柴田理恵 - 喫煙室にいたすっぴんの女
- 友近 - 松本・遠藤と混浴
- 近藤春菜（ハリセンボン） - 松本・遠藤と混浴
- 馬場園梓（当時・アジアン） - 松本・遠藤と混浴
- 千原せいじ（千原兄弟） - GIAの諜報部員。「せいじタイム」の参加者で1回だけ罰を受けた。「笑ってはいけない」シリーズ開始以来、レギュラー陣5人以外で初めて罰を受けた人物である。

捕まってはいけないスパイ
- 沢村一樹 - 手術明けの松本に代わって参加した隊員だが、沢村本人も収録の１か月前に盲腸の手術をしていたことを途中で明かした。
- ヘイポー（斉藤敏豪） - 黒鬼軍団の一人

GIA所属スパイ劇団（吉本新喜劇をモチーフにした劇）
- 前田美波里 - スパイ劇団座長・うどん店店主の妹
- 梅宮クラウディア - うどん店店主の兄
- 木本武宏 （TKO） - うどん店店主
- 温水洋一 - うどん店店主の妹の婚約者
- ロッシー（野性爆弾） - うどん店の客
- 今夜が山田（デビッド・ホセイン） - うどん店の客
- パンツェッタ・ジローラモ - イタリア料理店店主
- Mr.マリック - 喫茶店店主
- 田中将大（東北楽天ゴールデンイーグルス） - 野球選手
- 坂口良子 - 田中の彼女
- 伊藤一朗（Every Little Thing） - 警察官
- 楳図かずお - 詐欺集団の一員
- ライセンス（藤原一裕・井本貴史） - 詐欺集団の一員
- ピカデリー梅田（菅登未男） - 詐欺集団の兄貴分

DVD・VTR映像
GIAミラクルズVSライアーズ
- ラルフ鈴木（日本テレビアナウンサー）[4] - 「NEWS ZERO」のキャスター
- 松尾英里子（当時・日本テレビアナウンサー） - 同上
- 山田 - ライアーズの投手
- 山崎 - GIAミラクルズの1番打者
- 松本 - GIAミラクルズの2番打者
- 浜田 - GIAミラクルズの3番打者
- 遠藤 - GIAミラクルズの4番打者
- 田中 - GIAミラクルズの監督

ドラマ「君の瞳に両想い」
- 大鶴義丹 - 主人公
- 田中律子 - 大鶴の彼女役
- 保阪尚希 - 大鶴の友人役
- 千堂あきほ - 律子の友人役
- 前田耕陽 - 律子の友人役
- 大沢樹生 - 大鶴の友人役
- 中村喜伸 - アメリカ帰りの男役

GIA受付部
- 増谷康紀 - GIA受付部の説明（声の出演）
- ジミー大西 - GIA受付嬢「大西秀子」

対談番組「世界の脅威から日本を守る!!」
- ジミー大西 - 軍事評論家「大西秀明」
- 石破茂 - ジミーの対談相手

MSB（豆しぼり）のメンバー
- ケンドーコバヤシ - リーダー
- 上島竜兵（当時・ダチョウ倶楽部） - 伝説の「上島先輩」
- 原西孝幸（FUJIWARA）
- 木下隆行（TKO）
- カンニング竹山
- 岩尾望（フットボールアワー）
- クリス松村
- 中村喜伸
- 岡林裕二（大日本プロレス） - 上島をジャイアントスイングする

美少女時代のオンステージ
- 鮎貝健 - MC
- 黒沢かずこ（森三中） - 美少女時代メンバー
- しずちゃん（南海キャンディーズ） - 美少女時代メンバー
- 椿鬼奴 - 美少女時代メンバー
- 箕輪はるか（ハリセンボン） - 美少女時代メンバー
- 隅田美保（当時・アジアン） - 美少女時代メンバー
- 蝶野正洋 - 美少女時代の所属する芸能プロダクションの社長

驚いてはいけないスパイ
- モンスターエンジン（西森洋一・大林健二） - 神様
- 科学くん（田中が放送当時に出演していた飛び出せ!科学くんのキャラクター）
- 身長3mの犬神佐清
- ティラノサウルスのロボット
- 阿藤快 - 「なんだかなー!!」と叫びながらバットを振り回す不審者
- ゆうたろう - 驚いては歌謡ショーの案内役
- 辺見マリ - 驚いては歌謡ショーで歌った歌手
- 錦野旦 - ラート名人
- RG（レイザーラモン） - アバターRG
- おばちゃん1号（浅見千代子） - 長官の娘

エンディング
- 菅賢治 - ファルコンのひ孫（半身がヒヨコの着ぐるみで瀬戸わんやに扮して登場）
- 立川俊之（元大事MANブラザーズバンド） - 番組テーマソング「それが大事」の替え歌を歌唱

### 未公開シーン
2011年1月9日放送
- 遠藤の父親 - 遠藤のスパイ手帳に貼られていた写真

2011年1月16日放送
バス車内
- 東幹久 - 高校生
- 直美 - 東の彼女
- 志賀勝 - 暴走族の総長
- 綿引勝彦 - 顔デカ番長

GIA本部
- くっきー!（野性爆弾）[6] - 呪いの歌を歌う囚人
- コロッケ - 牢獄棟から脱走し、新人研修室で「モノマネザウルス」として卵の中から現れた囚人

## 主な出来事
バス車内
- 初めに罰を受けたのは、バスに乗車して「にこやかな表情」だと指摘された浜田。
- GIA本部に向かっている最中、米良が金太郎に扮して熊の乗り物で登場。バス車内でカッパと相撲を取るが、米良の前掛けの下から股間の局部が見えていた（作り物なのでモザイク処理無し）。米良が登場している時も熊の乗り物が止まることなく動いていた。
- 2つ目の停留所では佐藤・要次・マツコが「ドカベン」の殿馬・岩鬼・山田に扮して登場。野球部を抜けた里中（退部後、マツコは遠藤を野球部に勧誘。遠藤が断ると、マツコに1発ビンタを受けた）がギャング団に入り、マツコ達と銃撃戦を繰り広げ、戦闘中に佐藤が負傷した。最後はマツコが里中をバズーカ砲で吹っ飛ばす。マツコと要次は佐藤を運ぶが、運んでいる最中に佐藤の付け鼻が取れた。
- 3つ目の停留所では後藤・山口・高田・梅宮が登場。バスの中でものまねを披露するが、梅宮のネタは後藤から「意味が分からない」と言われた。
- 4つ目の停留所では塚地がストリッパーに扮して登場。踊っている最中に弟のよしおが登場[7]。塚地がよしおの学費を払う為にストリッパーをしていることが分かり、感動のエンディングとなった。

GIA本部
- 玄関前にてガースーファルコン像を見ている最中に、スナイパーが屋上から浜田を撃ち、藤原に反撃され屋上から落下。
- ゲート前でウイルスチェックが行われた。浜田・松本・田中はクリアしたが、遠藤・山崎はクリアならず、ウイルス消毒剤が散布された。藤原はなぜかノーチェックで通過。
- 受付嬢かたせと仁支川が登場、睨み合いの最中にハッピーボーイ（岡田）も登場。自陣のギャグを織り交ぜて仲裁するが、かたせから銃で撃たれ殉職した。
- GIAの長官として中村が登場。メンバーと握手をするが、山崎はなぜか腹を殴られ全員がアウトになった。中村長官はメンバーに入館パスを配るが、遠藤の入館パスの写真が轟になっていた（遠藤は抗議するが、中村長官は「合ってるじゃないか」と取り合わず）。その後、宴会芸を披露するとして、いつもここからと「悲しい時」を披露。その中で、中村長官が「さんま御殿を見ていたら、グズ六（秋野太作）が別人のように老けてしまった時」「オメダ（田中健）が徹子の部屋で変な笛を一心不乱に吹いていた時」（ここまで「俺たちの旅」）「ゆうひが丘の教え子（小川菜摘）が、口の悪い関西芸人（浜田）と勢いで結婚しちゃった時（「ゆうひが丘の総理大臣」）」と自身のドラマの共演者をモチーフとしたネタを披露した。
- 朝礼でオランダ人の長官が登場。オランダ語で挨拶する中、なぜか怒りの矛先が田中に向けられ、帰り際に八つ当たりで酒井を蹴った。
- イケメンすぎるスパイの黒田アーサーが登場。女性隊員が集る中、黒田の服が車に引っ掛かり、車が動き出すと服が破れてブリーフ姿になった。
- 変装のプロである板尾が、藤原・田中・スパイ犬「ボンド君」の変装をするが、余りにも下手でメンバー全員とも呆れていた。
- 危険人物を収監する施設にコロッケと新おにぃがおり、コロッケは岩崎宏美「シンデレラハネムーン」、ちあきなおみ「喝采」、桜田淳子「気まぐれヴィーナス」（振りまね）、田原俊彦「抱きしめてTONIGHT」、五木ひろし「待っている女」、北島三郎「与作」、武田鉄矢「贈る言葉」、アンコールとして長渕剛「とんぼ」のものまねを披露した。一方の新おにぃは桑田佳祐、アントニオ猪木、ルパン三世の全く似ていないものまねを披露した。再びコロッケの所へ行くと野口五郎の扮装をしており「真夏の夜の夢」の早送りバージョンを披露するが、その最中にコロッケが檻を開けて逃走してしまった。
- トイレにキダ・タロー、喫煙所にすっぴんの柴田理恵がいた。遠藤が柴田からライターを拝借したところ、電流が流れた。

引き出し
- 遠藤：以前に遠藤がナンパした女性の顔パネル、蓋を開けようとすると電流が流れるキャンディケース。
- 浜田：浜田フィギュア[8]、引き出し一杯に詰まった女性用のパンティー。
- 山崎：熱々の石ころ、袋に入ったゴミ。ゴミに対して松本曰く「バカにされとるで。なめられたもんやな」。
- 田中：DVDが3枚入っている封筒、開けると突然震えだすドッキリ封筒。
- 松本：引き出しの取っ手に赤インク、手を拭こうとウエットティッシュを取ると中身が爆発。

DVD
- 田中の引き出しの中に入っていた3枚のDVDのうち、2枚を再生すると、「NEWS ZERO」のスポーツニュースと「君の瞳に両想い」というドラマが映し出された。
  - 前者は野球の試合結果に関するDVD。パシフィック・リーグの埼玉西武ライオンズ対福岡ソフトバンクホークス、オリックス・バファローズ対東北楽天ゴールデンイーグルスの試合と、ライアーズ対GIAミラクルズの試合が紹介された[9]。GIAの試合ではメンバー5人と同姓の選手[10]が登場して試合の様子が映し出される。故障明けのライアーズ・山田投手から山崎選手がエラーで出塁すると、松本選手と浜田選手も連打でチャンスを作り、遠藤選手が走者一掃のタイムリーヒット。しかし、本塁を突いた遠藤選手がホームクロスプレーでアウトとなり、その判定に抗議した田中監督が審判を突いたため、「田中、退場!!タイキック!!」とコール、さらに興奮した山崎選手も審判に詰め寄って審判を突いたため、「山崎、退場!!タイキック!!」とコールされ、直後に「田中 山崎 タイキック」とアナウンスされ、田中と山崎が同名選手の代わりにタイキックを受けた。
  - 後者はドラマ「君の瞳に両思い」。本編では中村が登場した時に全員が、律子が大鶴を「儀丹」と呼んだ時に松本がアウトに（松本曰く、「儀丹て。他に（いい）呼び方あったやろ」）。次回予告で大鶴が「（田中）律子と保阪（尚希）が結婚して婿入りしたら、お前の名前は、タナカ ナオキ（田中 尚希＝田中 直樹）だ」と言うと、保阪はそれを嫌って「（タナカ ナオキは）完全OUTだよ、完全にタイキックだよ」と返し、大鶴も「タナカ ナオキは完全にタイキックだな」と納得、直後に田中が2発目のタイキックを受けた。
- 最後の1枚は田中が嫌がったからか、再生されなかった。

控え室内（その他）
- 今回も「スガ茶」が置かれており、山崎が勝手に作ってメンバーに渡した。その1つを山崎が味見したところ、激辛のラー油味だった。
- 千原せいじ（千原兄弟）が『せいじタイム』と称して仕掛け人の立場で参加していた。「せいじは笑っても良い」というルールだったが、メンバーの尻がどれだけ赤くなっているかを執拗に詮索した(実際に見せたのは田中だけ)ため（浜田が「アホか 俺が 見せる訳ないやろ!!」と言った直後に判定音が鳴り）、「せいじ ガサツやから OUT」と宣告された。せいじは「何やねん、これ!!ルールちゃうやんけ!」と抗議するも、結局罰を受けた。
- 夕食時に「番犬ガオガオ」を行う。骨には「高野豆腐」「ハンバーグ」「プリン」などといった様々なおかずやデザートの名前が書かれ、取った骨に書かれている品物を夕食として得られる（「横取り」も存在し、他の人から奪える）。犬を起こした場合は、その時に取ったおかずを全て没収される（ご飯のみになる）。まず浜田が犬を起こしてしまい「めざし」が没収されたが、2回目に浜田が起こした際は藤原曰く「（全員の）おかずがまだ少ない」とのことで没収を免れた。しかしその後、浜田がまたも起こしてしまった3回目では、獲得した「ピータン」「味のり」が全て没収された。
- ちなみに他のメンバーは次の通り。
  - 松本：ポテトサラダ・ふりかけ・高野豆腐・黒豆・味噌汁（松本曰く「おじいさんの食事」）
  - 山崎：豚汁・芋の天ぷら（「横取り」を使用して遠藤から横取り）・味噌田楽・きんぴらごぼう
  - 遠藤：フルーツ盛り合わせ・ひじき・スライスチーズ
  - 田中：たくあん・プリン・らっきょう・じゃこ（浜田曰く「漬物ばっかりやないか！なんかしょぼいねんな」）

捕まってはいけないスパイ
- 100m走対決で敗者となった浜田チーム（浜田・山崎・遠藤・田中）の4人に実施され、「最も過酷な罰ゲーム」として名を馳せた2000年の「24時間耐久鬼ごっこ」（DVD第1巻に収録）が「捕まってはいけないスパイ」として「逃走訓練」の名目でパワーアップして10年ぶりに復活。訓練時間は1時間。しかし松本は当時股関節唇損傷の手術から間もないとして走ることが出来ないため、「ギャラが高いから」という理由で出演した沢村一樹を代役とする特例が設けられた。主なお仕置きは「スリッパ」「デコピン」「ハリセン」「チ○コマシーン」「日高昆布（昆布で殴る）」「デブ（強烈ビンタ）」「一本釣り」「祭（三角木馬）」などで、その他に、鬼全員での「胴上げ」が含まれていた。また、捕まってもお仕置きではない「一服」という鬼とタバコを吸うものもあった。沢村は代役としての特別扱いはなく、股間を鞭で叩かれる「チ○コマシーン」の罰などを受けた。また、「ヘイポー」も、黒鬼として登場したが、山崎とココリコに持っていた巨大ハリセンを奪われ返り討ちに遭い、追い返された。一方松本は、最初は外で見学していたが、しばらくして雨が降ってきたため控室に戻り、お茶を飲んで休憩していた。
- 中には車で追いかけてくる鬼もいたため､山崎は若干トラウマになり気味であった｡また､極限状態に陥った遠藤が大先輩である浜田を呼び捨てにするというハプニングもあった｡(映し出された直後、スタジオで浜田も遠藤に言及している)

舞台「帰って来た風来坊」
- スパイは「怖い」「キツい」「汚い」という3Kの悪いイメージがあるため、それを払拭するイメージアップ目的の舞台。吉本新喜劇をイメージした。
- 木本演じるうどん店店主と前田演じる店主の妹の壮大な舞台。
- うどん店店主の長男役であるクラウディアは今回も台詞を覚えておらず、台本を見たまま臨んだ。クラウディアの横には黒子がいたが、役割は不明（クラウディアに動きを指示していたと思われる）。
- 舞台中は途中で演技が止まることがなく、舞台終了後にまとめて「全員 アウト」となった（2回以上笑っても罰は1回だけ）。

MSB
- メンバーの扮装は豆絞りを頭に巻き、豆絞りのふんどしの恰好であるが、木下は腹部の手術痕を隠すために腹巻を巻き、クリスは特製の豆絞りワンピースを着用、中村はふんどしの下に襦袢を穿いていた。
- 訓練として原西がケツコットンを受けた際、大量のコットンで想像以上に炎が上がり、火付け役のケンコバの右眉毛が燃えてしまい、頭に巻いてた豆絞りで顔の右半分を隠した。

入浴
- 藤原のミスでコーヒーまみれにされた松本と、体臭が酷いと言われた遠藤だけで無理矢理入浴を強いられた[11]｡そこへ近藤春菜と馬場園梓、最後に友近も加わり松本と遠藤の存在を無視したガールズトークに花を咲かせ始める。中でも友近は短いバスタオルのまま、わざと足を組み換えて2人の目の前で股間を広げるなどで笑いを誘発させた｡ちなみに、遠藤と松本は海パンを着用しており、OUTの度に湯船から出させられた｡
- 松本と遠藤に対するアウトのアナウンスを聞いた3人は｢いまスタッフは大浴場に集中しているから、今なら笑っても大丈夫｣と推測し、山崎と田中がわざと笑ってみせても何もなかったので、浜田も笑おうとしたところ、突然｢山崎・田中 OUT｣とコールされ、罰を受けるフェイントをくらっていた（浜田はセーフ）。ちなみに、田中はブラックアーミーが誤ってイスを叩いていった（棒を振った際に脇へよけていたイスに当たった）ため、本人へのダメージは無かった。

美少女時代のオンステージ
- 「セクシールージュ」と称して、浜田がしずちゃんと鬼奴が塗ったルージュを塗られた。
- ステージの最中に蝶野が登場。盗撮疑惑があるとして、隠しカメラセンサーをメンバーに当てると山崎に反応が出る。調べてみると、山崎の胸ポケットに差されていたペンには小型カメラ（実際に存在するスパイグッズ）が内蔵されており、それを再生すると隅田が着替える様子が映し出され、これが証拠となって山崎が蝶野のビンタを受けた。

驚いてはいけないスパイ
- 開始直後の「mission start!!」のテロップが表示された直後に2011年の年が明けた。 神様がメンバーを「クチビルの民」と呼び、別館には身長3mの犬神助清、執務室で不審者（阿藤）と貞子、廊下にはアロサウルスと科学くん[12]、イベントスペースにはゆうたろう。司会の辺見による「驚いては歌謡ショー」を開催。外ではRGアバター、ラート名人の錦野（何回かコケて負傷した）が出現した。電話ボックスでは中に入った山崎が落とし穴に落ちたほか、救出した娘（おばちゃん）を乳母車に乗せて帰る際に墓に埋まっていたゾンビが大量発生し、さらに爆発も起き、乳母車を押す松本を置いて4人が逃げ出してしまい、残されてゾンビに袋叩きにされた松本は激怒した。

終了時
- 罰ゲーム終了間際、ファルコンのひ孫に扮した菅が現れ、「○○○○さん（メンバーのフルネーム）、おめでとうございます」と声をかけるが、浜田と松本の名前を噛む。そして、罰ゲーム終了（門を抜けた映像はない）後エンディングに元大事MANブラザーズバンドの立川による「それが大事」の替え歌で締めくくり。罰ゲームは約18時間（9時開始→27時終了）であった。

### 未公開シーンでの出来事
2011年1月9日放送
- メンバーにスパイ手帳が配布されるが、遠藤の手帳の写真が遠藤の父親の写真になっていた。
- 「他人になりすます訓練」を行う。松本と浜田は美川憲一のものまね、松本と山崎が志村けんのものまねを行った後、メンバー全員で志村けんのものまねをしながらしりとりをするが、トップバッターを務めた山崎が「トマト」と回答。皆に「最初に『と』で始まって『と』で終わるのを選ぶって…」と呆れられた。しりとりは順調に進んだが、「わ」から始まる際に松本が「ディレクター」と答えた（この前の山崎は「電話」と回答している）。このしりとりの最中に突然藤原が退室、松本は「えぇ女の帰り方」とコメントした。
- 浜田人形のパフォーマンスは、驚いてはいけないスパイの後と、罰ゲーム終了前に披露した。
- スパイの集会で、かたせに撃たれて殉職した岡田の追悼式が行われたが、黙祷中に岡田が化けて現れた。その中で、自身のギャグである「ワオ！」を力技でねじ込んで、浜田を呆れさせた。
- 昼食で「ハイリスク ハイリターン お仕置き回転寿司」を行う。年功序列で手前から遠藤・田中・山崎・松本・浜田の順で並び、1回戦毎に金皿・銀皿・花皿・青皿・黄皿の5種類が流され、遠藤から順に好きな寿司を取って食べる。全員が一皿を完食した後に藤原がお仕置きルーレット（比率は金皿が全体の2分の1、銀皿が全体の4分の1、花皿が全体の8分の1、青皿が全体の32分の3、黄皿が全体の32分の1となっている）を回し、止まった色の皿を取った人が罰を受ける。
  - 金皿を取れば高級ネタ（大トロなど）が食べられるものの、罰を受ける確率が非常に高い。逆に黄皿は安価なネタ（かんぴょう巻きなど）で罰を受ける確率が低い（よって罰の確率2分の1に賭けて金皿を取るか、罰を受けない様に無難に黄皿を取るかといった駆け引きが重要となる）。だが、遠藤・田中・山崎は花皿以下しか取らず、自然に松本・浜田が金皿・銀皿を取らざるを得ない状況になるために2人は憤慨、放送上では一回目は銀皿を取った松本、二回目は金皿を取った浜田、三回目は銀皿を取った松本が罰を受けた。
  - 遠藤・田中・山崎に罰が執行されず、松本・浜田ばかりに罰が執行される結果に納得が行かないため、松本はルーレットに疑惑を持ち、試しにルーレットを回させた。しかし、ルーレットは再び銀皿に止まり、直前に銀皿を選んでいた松本が再び罰を受けた。この時は「笑ってはいけないルール」も適用されているため、1回目で松本に罰が執行されたのを見た浜田が2回吹き出したため、松本より1回多く罰を受け、ルーレットの回し直しでも浜田が笑って罰を受けた。

2011年1月16日放送
- GIA本部に向かうバスに乗っている時に東幹久と彼女の直美が現れた。その後、走るバスの周りに暴走族が現れ総長の志賀が登場する。だが笑ってメンバーが罰を受けた後、志賀はセリフを忘れたり、すでに行った演技を最初からやり直そうとして話が進まず、その都度笑ってしまう。その最中に後方に乗っていた顔デカ番長の綿引が現れる。その中で東との口論でヒートアップする中、東と口づけをして仲直りした（ダチョウ倶楽部のネタ）。さらには松本にも食って掛かり、やはり強引に綿引のキスを受け、松本は「（午前）9時過ぎにオッサンにキスされたぞ!!」とボヤいた。
- 危険人物を収監する施設に川島がいた。伏見稲荷大社から授かったものだという「聖なるキーボード」で呪いの歌を熱唱。さらに透視能力のテストをし、箱の中から人形を抱えたフランシスコ・ザビエルが飛び出した。
- 控え室に戻ると巨大なタマゴが置いており、直後に「もしも、森進一が恐竜だったら」のナレーションが流され、タマゴから檻を出て逃走していたコロッケが再登場。黄緑色のスーツを着て恐竜の尻尾を付けながら「北の螢」のものまねをした後、再び施設内を逃亡した。
- 控え室でのショージと礼二の訪問の続きでは、松本の胸、もしくは浜田の頭に礼二のチョップのやられ方を伝授するが、ショージが「帰れ」と怒鳴る。

2011年2月13日放送
『もっと見たいスパイ24時 秘蔵VTR大公開スペシャル!』。本編で放送を自粛したVTRを公開した。カリスマスパイに扮するヘイポーがフィリピンロケを行い、同地に潜伏するひったくり犯を捜査する設定。現金が見える透明のカバンなどを持って治安の悪そうな通りを歩くおとり捜査を行ったが、持ち前のビビリを発揮し逆ギレをしてロケを途中で放棄した。罰として、フィリピンのSM女性に鞭で叩かれた。ヘイポー傑作集2巻に収録されている。

### DVDだけの未公開
千原せいじがiPhoneを使ったヘリコプター操縦を披露した。また、おもしろ眼鏡を使ってメンバーを笑わせた（特に浜田）。

## 主要スタッフ
- ナレーター：広中雅志、田中良典[13]
- 企画構成：松本人志、浜田雅功
- 構成：高須光聖、塩野智章 ほか
- TM：石塚功
- アートプロデューサー：林健一、山本澄子
- 監修：柳岡秀一
- 総合演出：斉藤敏豪
- プロデューサー・演出：大友有一
- チーフプロデューサー：竹内尊実
- 総指揮：菅賢治
- 協力：吉本興業
- 制作協力：charie's ZORO、オフィスぼくら
- 未公開版制作協力：Fact
- 製作著作：日本テレビ